# Elezioni presidenziali in Algeria del 2004
Le elezioni presidenziali in Algeria del 2004 si tennero l'8 aprile. Esse videro la vittoria di Abdelaziz Bouteflika del Fronte di Liberazione Nazionale, che sconfisse Ali Benflis del Raggruppamento Nazionale Democratico.

## Risultati
| Candidati            | Partiti                                       | Voti       | %     |
| -------------------- | --------------------------------------------- | ---------- | ----- |
| Abdelaziz Bouteflika | Fronte di Liberazione Nazionale               | 8 651 723  | 84,99 |
| Ali Benflis          | Raggruppamento Nazionale Democratico          | 653 951    | 6,42  |
| Abdallah Djaballah   | Movimento per la Riforma Nazionale            | 511 526    | 5,02  |
| Said Sadi            | Raggruppamento per la Cultura e la Democrazia | 197 111    | 1,94  |
| Louisa Hanoune       | Partito dei Lavoratori                        | 101 630    | 1,00  |
| Ali Fawzi Rebaine    | Ahd 54                                        | 63 761     | 0,63  |
| Totale               | Totale                                        | 10 179 702 | 100   |